# Andersonoplatus jolyi
Andersonoplatus jolyi es una especie de escarabajo del género Andersonoplatus, familia Chrysomelidae. Fue descrita científicamente por Linzmeier & Konstantinov en 2018.
Habita en Venezuela.

## Descripción
La longitud del cuerpo es de 2,59 a 2,97 mm y ancho 1,29 a 1,40 mm, brillante y con mucho pelaje. A. jolyi es de color marrón claro a marrón oscuro.